# 에오랍토르
에오랍토르는 원시적인 육식 공룡이다.
에오랍토르는 새벽 도둑이라는 뜻으로,
공룡이 처음 나타난 시기에
살았다고 해서 붙여진 이름이다.
육식공룡이지만 턱이 약해서

작은 동물들만 잡아먹었을 것으로 보인다. 몸길이 1m 몸무게 10kg 정도 된다. 트라이아스기 후기에 살았다(2억 3000만년 전~2억 2500만년 전)